# Александар Кокорин
Александар Александрович Кокорин (рус. Алекса́ндр Алекса́ндрович Коко́рин; 19. март 1991) је руски фудбалер.

## Биографија
Кокорин је велики успех остварио током сезоне 2012/13, када постаје један од најскупљих играча руске лиге. За репрезентацију наступа од 2011. године.
За Фудбалску репрезентацију Русије игра од 2011. године. Први гол дао је 11. септембра 2011. године на утакмици против Израела. Први гол на Светским првенствима у фудбалу дао је на утакмици против Алжира, 26. јуна 2014.. Утакмица је завршила резултатом 1-1.